# The Scarlet Letter (1922)
The Scarlet Letter é um filme de drama mudo produzido no Reino Unido em 1922, dirigido por Challis Sanderson e com atuações de Sybil Thorndike, Tony Fraser e Dick Webb. É uma adaptação do romance The Scarlet Letter, de Nathaniel Hawthorne.